# Боливийский дневник
«Боливийский дневник» — дневник, который вел Эрнесто Че Гевара во время своего пребывания в Боливии в 1966—1967 гг.
После смерти Че Гевары дневник был опубликован на Кубе в 1968 г. свободным тиражом в 250 тыс. экз. и с тех пор стал классикой.
«Боливийский дневник» — честное и открытое описание всего, что происходило с борцами за справедливость за 11 месяцев пребывания в Боливии.
Одиннадцать месяцев со дня нашего появления в Ньякауасу исполнилось без всяких осложнений, почти идиллически. Всё было тихо до полпервого, когда у ущелья, в котором мы разбили лагерь, появилась старуха, пасшая своих коз… Она ничего внятного о солдатах не сказала, отвечая на все наши вопросы, что ни о чём не знает, что она давно уже в этих местах не появлялась… Старухе дали 50 песо и сказали, чтобы она никому ни слова о нас не говорила. Но мы мало надеемся на то, что она сдержит своё обещание… Армия передала странное сообщение о том, что в Серрано расположилось 250 солдат, преграждающих путь окружённым 37 партизанам, и что мы находимся между реками Асеро и Оро…
На этой записи, которая была сделана между 2 и 4 часами утра 8 октября, обрывается «Боливийский дневник» Эрнесто Че Гевары.